# Општина Чапала (Халиско)
Чапала (шп. Chapala) општина је у Мексику у савезној држави Халиско. Општина се налази на надморској висини од 1539 м.

## Становништво
Према подацима из 2010. у општини је живело 48839 становника.

### Хронологија
| Година       | 2000                  | 2005                  | 2010                  |
| ------------ | --------------------- | --------------------- | --------------------- |
| Становништво | 43444 (21189 / 22255) | 43345 (21077 / 22268) | 48839 (23902 / 24937) |

### Попис
| \| \| м \| \| \| ж \| \| 0—2 \| 1.386 \| \| \| 1.290 \| \| 3—5 \| 1.431 \| \| \| 1.426 \| \| 6—11 \| 2.902 \| \| \| 2.785 \| \| 12—14 \| 1.392 \| \| \| 1.366 \| \| 15—17 \| 1.373 \| \| \| 1.317 \| \| 18—24 \| 2.980 \| \| \| 2.975 \| \| 60+ \| 3.110 \| \| \| 3.505 \| \| Просек : \| 29,8 \| \| \| 31,0 \| |       |  |  |       |
| |       |  |  |       |
| | м     |  |  | ж     |
| 0—2 | 1.386 |  |  | 1.290 |
| 3—5 | 1.431 |  |  | 1.426 |
| 6—11 | 2.902 |  |  | 2.785 |
| 12—14 | 1.392 |  |  | 1.366 |
| 15—17 | 1.373 |  |  | 1.317 |
| 18—24 | 2.980 |  |  | 2.975 |
| 60+ | 3.110 |  |  | 3.505 |
| Просек : | 29,8  |  |  | 31,0  |

| #   | Индикатор                                                                                        | Вредност |
| --- | ------------------------------------------------------------------------------------------------ | -------- |
| 1   | Становништво од 0 до 2 године                                                                    | 2676     |
| 2   | Мушко становништво од 0 до 2 године                                                              | 1386     |
| 3   | Женско становништво од 0 до 2 године                                                             | 1290     |
| 4   | Становништво са 3 и више година                                                                  | 45656    |
| 5   | Мушко становништво са 3 и више година                                                            | 22264    |
| 6   | Женско становништво са 3 и више година                                                           | 23392    |
| 7   | Становништво са 5 и више година                                                                  | 43738    |
| 8   | Мушко становништво са 5 и више година                                                            | 21309    |
| 9   | Женско становништво са 5 и више година                                                           | 22429    |
| 10  | Становништво са 12 и више година                                                                 | 37112    |
| 11  | Мушко становништво са 12 и више година                                                           | 17931    |
| 12  | Женско становништво са 12 и више година                                                          | 19181    |
| 13  | Становништво са 15 и више година                                                                 | 34354    |
| 14  | Мушко становништво са 15 и више година                                                           | 16539    |
| 15  | Женско становништво са 15 и више година                                                          | 17815    |
| 16  | Становништво са 18 и више година                                                                 | 31664    |
| 17  | Мушко становништво са 18 и више година                                                           | 15166    |
| 18  | Женско становништво са 18 и више година                                                          | 16498    |
| 19  | Становништво од 3 до 5 година                                                                    | 2857     |
| 20  | Мушко становништво од 3 до 5 година                                                              | 1431     |
| 21  | Женско становништво од 3 до 5 година                                                             | 1426     |
| 22  | Становништво од 6 до 11 година                                                                   | 5687     |
| 23  | Мушко становништво од 6 до 11 година                                                             | 2902     |
| 24  | Женско становништво од 6 до 11 година                                                            | 2785     |
| 25  | Становништво од 8 до 14 година                                                                   | 6597     |
| 26  | Мушко становништво од 8 до 14 година                                                             | 3345     |
| 27  | Женско становништво од 8 до 14 година                                                            | 3252     |
| 28  | Становништво од 12 до 14 година                                                                  | 2758     |
| 29  | Мушко становништво од 12 до 14 година                                                            | 1392     |
| 30  | Женско становништво од 12 до 14 година                                                           | 1366     |
| 31  | Становништво од 15 до 17 година                                                                  | 2690     |
| 32  | Мушко становништво од 15 до 17 година                                                            | 1373     |
| 33  | Женско становништво од 15 до 17 година                                                           | 1317     |
| 34  | Становништво од 18 до 24 године                                                                  | 5955     |
| 35  | Мушко становништво од 18 до 24 године                                                            | 2980     |
| 36  | Женско становништво од 18 до 24 године                                                           | 2975     |
| 37  | Женско становништво од 15 до 49 година                                                           | 12156    |
| 38  | Становништво са 60 и више година                                                                 | 6615     |
| 39  | Мушко становништво са 60 и више година                                                           | 3110     |
| 40  | Женско становништво са 60 и више година                                                          | 3505     |
| 41  | Однос између мушкараца и жена                                                                    | 95.85    |
| 42  | Становништво од нуле до 14 година                                                                | 13978    |
| 43  | Становништво од 15 до 64 године                                                                  | 29618    |
| 44  | Становништво од 65 година и више                                                                 | 4736     |
| 45  | Просечан број деце                                                                               | 2.51     |
| 46  | Становништво рођено у ентитету                                                                   | 41808    |
| 47  | Мушко становништво рођено у ентитету                                                             | 20407    |
| 48  | Женско становништво рођено у ентитету                                                            | 21401    |
| 49  | Становништво рођено у другом ентитету                                                            | 3303     |
| 50  | Мушко становништво рођено у другом ентитету                                                      | 1620     |
| 51  | Женско становништво рођено у другом ентитету                                                     | 1683     |
| 52  | Становништво од 5 година и више резидентно у ентитету у јуну 2005. године                        | 41275    |
| 53  | Мушко становништво старосног доба од 5 година и више, резидентно у ентитету у јуну 2005. године  | 19984    |
| 54  | Женско становништво старосног доба од 5 и више година, резидентно у ентитету у јуну 2005. године | 21291    |
| 55  | Становништво од 5 година и више које је живело у другом ентитету у јуну 2005. године             | 624      |
| 56  | Мушко становништво старије од 5 година које је живело у другом ентитету у јуну 2005. године      | 315      |
| 57  | Женско становништво старије од 5 година које је живело у другом ентитету у јуну 2005. године     | 309      |
| 58  | Становништво од 3 године и више које говори аутохтони језик                                      | 138      |
| 59  | Мушко становништво старо 3 године и више које говори аутохтони језик                             | 80       |
| 60  | Женско становништво старо 3 године и више које говори аутохтони језик                            | 58       |
| 61  | Становништво од 3 године и више које говори аутохтони језик и не говори шпански језик            | 2        |
| 62  | Мушко становништво старо 3 године и више које говори аутохтони језик и не говори шпански         | 0        |
| 63  | Женско становништво старо 3 године и више које говори аутохтони језик и не говори шпански језик  | 2        |
| 64  | Становништво старо 3 године и више које говори аутохтони језик и шпански                         | 82       |
| 65  | Мушко становништво старо 3 године и више које говори аутохтони језик и шпански                   | 46       |
| 66  | Женско становништво старо 3 године и више које говори аутохтони језик и шпански                  | 36       |
| 67  | Становништво од 5 година и више које говори аутохтони језик                                      | 135      |
| 68  | Становништво од 5 година и више које говори аутохтони језик и не говори шпански језик            | 2        |
| 69  | Становништво од 5 година и више које говори аутохтони језик и говори шпански језик               | 81       |
| 70  | Становништво у домородачким домаћинствима                                                        | 310      |
| 71  | Становништво са ограничењима у активностима                                                      | 2203     |
| 72  | Становништво са ограниченим ходањем или кретањем, горе или доле                                  | 1382     |
| 73  | Становници са ограничењима вида, чак и уз кориштење сочива                                       | 560      |
| 74  | Становништво са ограничењима говора, комуникације или конверзације                               | 201      |
| 75  | Становништво са ограниченим слухом                                                               | 239      |
| 76  | Становништво са ограничењима при одевању, купању или јелу                                        | 134      |
| 77  | Становништво са ограничењима у опажању или учењу једноставних ствари                             | 124      |
| 78  | Становништво са менталним ограничењима                                                           | 212      |
| 79  | Становништво без ограничења активности                                                           | 45697    |
| 80  | Становништво од 3 до 5 година које не похађа школу                                               | 1260     |
| 81  | Мушко становништво од 3 до 5 година које не похађа школу                                         | 635      |
| 82  | Женско становништво од 3 до 5 година које не похађа школу                                        | 625      |
| 83  | Становништво од 6 до 11 година које не похађа школу                                              | 143      |
| 84  | Мушко становништво од 6 до 11 година које не похађа школу                                        | 79       |
| 85  | Женско становништво од 6 до 11 година које не похађа школу                                       | 64       |
| 86  | Становништво од 12 до 14 година које не похађа школу                                             | 281      |
| 87  | Мушко становништво од 12 до 14 година које не похађа школу                                       | 175      |
| 88  | Женско становништво од 12 до 14 година које не похађа школу                                      | 106      |
| 89  | Становништво од 15 до 17 година похађа школу                                                     | 1635     |
| 90  | Мушко становништво од 15 до 17 година похађа школу                                               | 832      |
| 91  | Женско становништво између 15 и 17 година живота у школи                                         | 803      |
| 92  | Становништво од 18 до 24 године похађа школу                                                     | 1355     |
| 93  | Мушко становништво од 18 до 24 године похађа школу                                               | 684      |
| 94  | Женско становништво од 18 до 24 године похађа школу                                              | 671      |
| 95  | Становништво од 8 до 14 година које не може да чита и пише                                       | 156      |
| 96  | Мушко становништво старосног доба од 8 до 14 година које не може да чита и пише                  | 83       |
| 97  | Женско становништво старосног доби од 8 до 14 година које не може да чита и пише                 | 73       |
| 98  | Становништво од 15 година и више које је неписмено                                               | 1426     |
| 99  | Мушко становништво од 15 година и више које је неписмено                                         | 676      |
| 100 | Женско становништво од 15 година и више које је неписмено                                        | 750      |
| 101 | Становништво старо 15 и више година без школовања                                                | 1843     |
| 102 | Мушко становништво старо 15 и више година без школовања                                          | 887      |
| 103 | Женско становништво старо 15 и више година без школовања                                         | 956      |
| 104 | Становништво старосног доба 15 и више година са непотпуним основним образовањем                  | 4810     |
| 105 | Мушко становништво старосног доба од 15 година и више са непотпуном основним образовањем         | 2194     |
| 106 | Женско становништво старосног доба 15 и више година са непотпуном основним образовањем           | 2616     |
| 107 | Становништво старо 15 и више година са комплетним основним образовањем                           | 6609     |
| 108 | Мушко становништво старо 15 година и више са комплетним основним образовањем                     | 3004     |
| 109 | Женско становништво старо 15 и више година са комплетним основним образовањем                    | 3605     |
| 110 | Становништво старосног доба 15 и више година са непотпуним средњим образовањем                   | 2146     |
| 111 | Мушко становништво старосног доба од 15 година и више са непотпуним средњим образовањем          | 1186     |
| 112 | Женско становништво старосног доба од 15 година и више са непотпуним средњим образовањем         | 960      |
| 113 | Становништво старо 15 и више година са пуним секундарном образовањем                             | 6752     |
| 114 | Мушко становништво старосног доба од 15 година и више са пуним секундарном образовањем           | 3350     |
| 115 | Женско становништво старосног доба од 15 година и више са пуним секундарном образовањем          | 3402     |
| 116 | Становништво старије од 18 година са постосновним образовањем                                    | 11015    |
| 117 | Мушко становништво старије од 18 година са постосновним образовањем                              | 5394     |
| 118 | Женско становништво старије од 18 година са постосновним образовањем                             | 5621     |
| 119 | Просечна оцена школовања                                                                         | 8.63     |
| 120 | Просечан ниво образовања мушке популације                                                        | 8.77     |
| 121 | Просечан ниво образовања женског становништва                                                    | 8.49     |
| 122 | Економски активно становништво                                                                   | 18748    |
| 123 | Економски активна мушка популација                                                               | 11929    |
| 124 | Економски активна женска популација                                                              | 6819     |
| 125 | Становништво које није економски активно                                                         | 18147    |
| 126 | Мушко становништво које није економски активно                                                   | 5860     |
| 127 | Женско становништво које није економски активно                                                  | 12287    |
| 128 | Запослено становништво                                                                           | 17985    |
| 129 | Запослено мушко становништво                                                                     | 11303    |
| 130 | Запослено женско становништво                                                                    | 6682     |
| 131 | Незапослена популација                                                                           | 763      |
| 132 | Незапослена мушка популација                                                                     | 626      |
| 133 | Незапослена женска популација                                                                    | 137      |
| 134 | Становништво без права на здравствене услуге                                                     | 23946    |
| 135 | Становништво које има право на здравствене услуге                                                | 24198    |
| 136 | Становништво које има право на ИМСС                                                              | 14427    |
| 137 | Становништво које има право на социјално осигурање                                               | 1181     |
| 138 | Становништво које има право на државно социјално осигурање                                       | 26       |
| 139 | Становништво које има право на опште осигурање или здравствено осигурање за нову генерацију      | 6348     |
| 140 | Становништво које је било једном или није било у браку током 12 година и више                    | 12496    |
| 141 | Венчано или уједињено становништво од 12 година и више                                           | 20636    |
| 142 | Становништво које је било у браку или уједињено 12 година и више                                 | 3895     |
| 143 | Становништво са католичком религијом                                                             | 43383    |
| 144 | Протестанти, еванђелисти и библијски следбеници различити од еванђелиста                         | 2731     |
| 145 | Становништво са другим религијама различитим од претходних                                       | 147      |
| 146 | Становништво без религије                                                                        | 1788     |
| 147 | Укупно пописаних домаћинства                                                                     | 12511    |
| 148 | Пописна домаћинства на челу са мушкарцима                                                        | 9087     |
| 149 | Пописна домаћинства на челу са женама                                                            | 3424     |
| 150 | Становништво у пописним домаћинствима                                                            | 48147    |
| 151 | Становништво у пописним домаћинствима на челу са мушкарцима                                      | 36638    |
| 152 | Становништво у пописним домаћинствима на челу са женама                                          | 11509    |
| 153 | Укупно домаћинстава                                                                              | 18610    |
| 154 | Укупно насељених домаћинстава                                                                    | 12681    |
| 155 | Укупно приватних кућа                                                                            | 18440    |
| 156 | Насељени приватни домови                                                                         | 12511    |
| 157 | Укупно насељених приватних кућа                                                                  | 12668    |
| 158 | Ненасељене приватне куће                                                                         | 2720     |
| 159 | Појединачна домаћинства за привремену употребу                                                   | 3209     |
| 160 | Становници у насељеним приватним кућама                                                          | 48147    |
| 161 | Насељеност станара у приватним становима                                                         | 3.85     |
| 162 | Просечно становника по соби у приватним насељеним домаћинствима                                  | 1.02     |
| 163 | Појединачна домаћинства са подовима од различитих материјала од земље                            | 12056    |
| 164 | Појединачна домаћинства у приземљу                                                               | 320      |
| 165 | Појединачна домаћинства са једном спаваћом собом                                                 | 4027     |
| 166 | Појединачна домаћинства са две спаваће собе и више                                               | 8419     |
| 167 | Појединачна домаћинства са једним собом                                                          | 480      |
| 168 | Појединачна домаћинства са две собе                                                              | 1973     |
| 169 | Појединачна домаћинства са 3 собе и више                                                         | 9965     |
| 170 | Појединачна домаћинства која имају електрично светло                                             | 12375    |
| 171 | Појединачна домаћинства која немају електрично светло                                            | 85       |
| 172 | Појединачна домаћинства која имају водоводну воду у стамбеном простору                           | 12175    |
| 173 | Појединачна домаћинства која немају водоводну воду у стамбеном простору                          | 236      |
| 174 | Појединачна домаћинства која имају тоалет                                                        | 12300    |
| 175 | Појединачна домаћинства која имају канализацију                                                  | 12262    |
| 176 | Појединачна домаћинства која немају канализацију                                                 | 118      |
| 177 | Појединачна домаћинства која имају електрично светло, довод воде из јавне мреже и канализацију   | 11996    |
| 178 | Појединачна домаћинства без икаквих услова                                                       | 52       |
| 179 | Појединачна домаћинства која имају радио                                                         | 10279    |
| 180 | Појединачна домаћинства која имају телевизор                                                     | 12104    |
| 181 | Појединачна домаћинства која имају фрижидер                                                      | 11639    |
| 182 | Појединачна домаћинства која имају машину за веш                                                 | 9735     |
| 183 | Појединачна домаћинства која имају аутомобил или комби                                           | 7087     |
| 184 | Појединачна домаћинства која имају рачунар                                                       | 4857     |
| 185 | Појединачна домаћинства која имају фиксну телефонску линију                                      | 6548     |
| 186 | Појединачна домаћинства која имају мобилни телефон                                               | 9255     |
| 187 | Појединачна домаћинства која имају приступ интернету                                             | 3813     |